# Avon (Nowy Jork)
Avon – miasto w Stanach Zjednoczonych, w stanie Nowy Jork, w hrabstwie Livingston.